# 斯凯拉·迪金斯-史密斯
斯凯拉·迪金斯-史密斯（英語：Skylar Diggins-Smith，1990年8月2日—），美国女子篮球运动员，2012年世界三對三籃球錦標賽女子金牌得主、2011年夏季世界大学生运动会女子金牌得主、2020年夏季奥林匹克运动会女子金牌得主。